# 10,000 Days
10,000 Days je čtvrté studiové album skupiny Tool, bylo vydáno po pětileté pauze od posledního alba Lateralus 28. dubna 2006. Kritické ohlasy nebyly v porovnání s předchozími alby tolik příznivé, ale velkou roli v tom hrála velká očekávání, která vydání alba doprovázela. Přestože se toto album poněkud liší od předešlých, stále je plné progresívního rocku a hudební a skladatelské virtuozity.
Pro obal tohoto alba bylo zvoleno velmi netradiční řešení, neboť obal obsahuje stereoskopické brýle, umožňující vidět fotografie v bookletu trojrozměrně. Adam Jones, kytarista, art director skupiny a autor obalu za toto dílo obdržel v roce 2006 cenu Grammy.

## Seznam skladeb
Všechny texty napsal Maynard James Keenan, hudba byla složena Adamem Jonesem, Dannym Careyem a Justinem Chancelloriem.
| Pořadí         | Název                      | Délka |
| -------------- | -------------------------- | ----- |
| 1.             | Vicarious                  | 7:06  |
| 2.             | Jambi                      | 7:28  |
| 3.             | Wings for Marie (Pt 1)     | 6:11  |
| 4.             | 10,000 Days (Wings Pt 2)   | 11:13 |
| 5.             | The Pot                    | 6:21  |
| 6.             | Lipan Conjuring            | 1:11  |
| 7.             | Lost Keys (Blame Hofnmann) | 3:46  |
| 8.             | Rosetta Stoned             | 11:11 |
| 9.             | Intension                  | 7:21  |
| 10.            | Right in Two               | 8:56  |
| 11.            | Viginti Tres               | 5:01  |
| Celková délka: | Celková délka:             | 75:45 |

## Sestava
- Maynard James Keenan – zpěv
- Adam Jones – kytara, sitár
- Justin Chancellor – baskytara
- Danny Carey – bicí, tabla

### Hostující umělci
- Lustmord – efekty v „10,000 Days (Wings Pt 2)“
- Bill McConnell – hlas v „Lipan Conjuring“
- Camella Grace – hlas zdravotní sestry v „Lost Keys (Blame Hofmann)“
- Pete Riedling – hlas doktora Watsona v „Lost Keys (Blame Hofmann)“

### Produkce
- Joe Barresi - Mix (uveden jako „Evil Joe Barresi“)
- Alex Grey – ilustrace
- Bob Ludwig – mastering
- Mackie Osborne – design, layout
- Travis Shinn – fotografie